# لبادة (قبعة)
لبادة هي قبعة مخروطية الشكل بدون حواف يرتديها الرجال اللبنانيون تقليديًا. تًصنع من صوف الأغنام.
عادة ما يلبسها الرجل مع وشاح أسود أثناء العمل ومع وشاح أبيض في المناسبات الاحتفالية والترفيهية والمناسبات الرسمية. أحيانًا، يوضع عليها عقال في الأعلى لتحقيق الاستقرار.
يعود أصل اللبادة إلى العصور القديمة حيث ارتداها الفينيقيون لأول مرة، وقد وجدت صور لها في جبيل وكامد اللوز وحلب وتل ميكال.
استمرت هذه الموضة في العصور الوسطى بين الموارنة في شمال جبل لبنان، حيث كانت مفيدة بشكل خاص لمقاومتها الطبيعية للماء والمطر وتوفير الدفء خلال فصول الشتاء الباردة في الجبل. استمر استعمال اللبادة حتى العصر الحديث ولا يزال بعض القرويين يستخدمونها وأصبحت رمزًا وطنيًا للبنان كونها جزءٌ من الزي الشعبي التقليدي للبلاد.

## التسمية
كلمة لبادة تأتي من الكلمة اللبنانية لبادة والتي تترجم إلى "ضرب" وهي إشارة إلى ضرب الصوف في عملية صنع اللبادة.

## صناعة
صناعة اللبادة هي عملية تلبيد يدوية. أولاً، يجب فصل خيوط الصوف جيداً عن بعضها البعض قبل تشبعها بالماء والصابون. ثم يتم خلط خيوط الصوف معًا مرة أخرى وضربها حتى تتصلب في لباد. ثم يتم نقع المنتج النهائي بالماء ثم يترك حتى يجف.

## صور

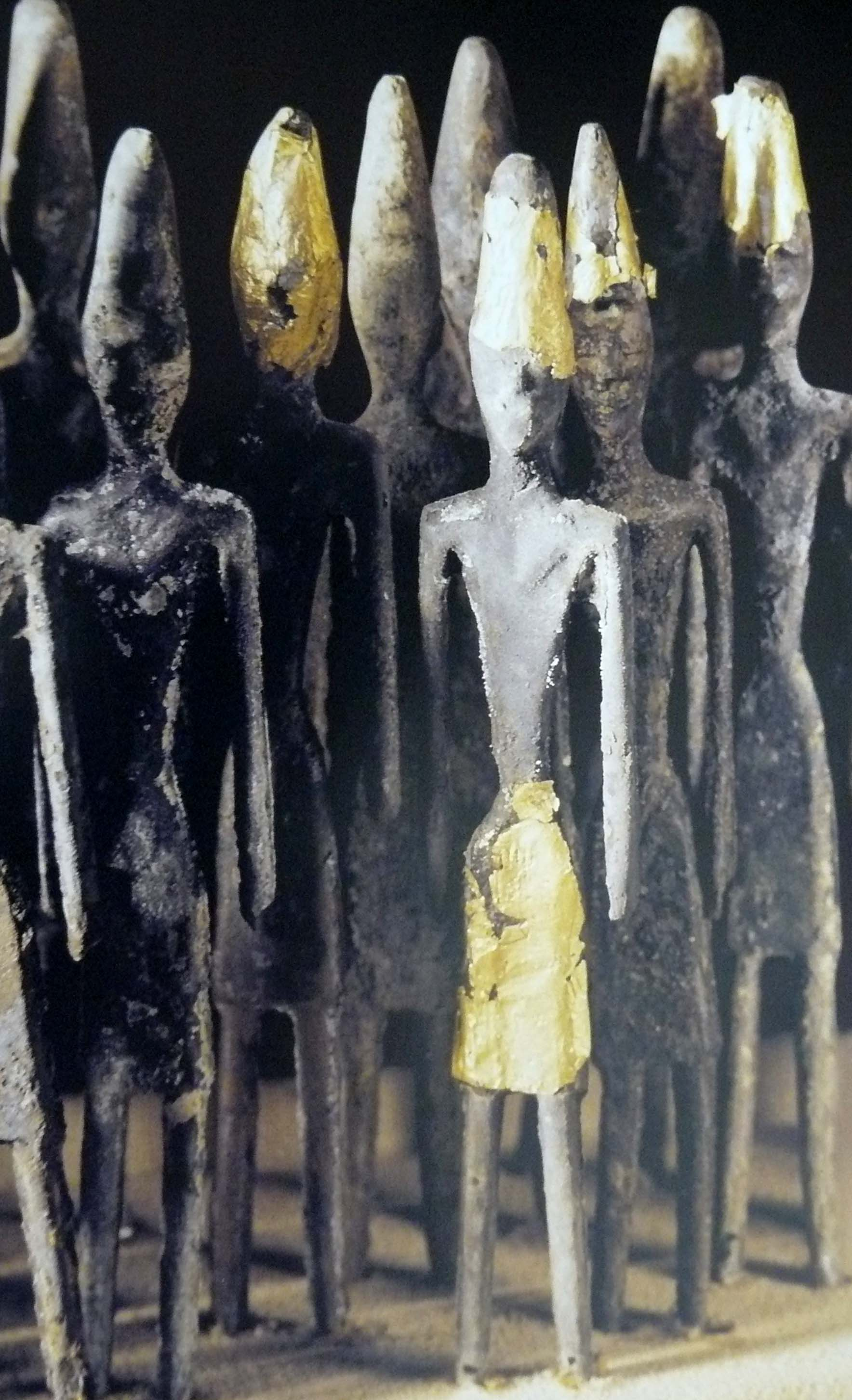
تماثيل جبيل تظهر بعضًا من أقدم صور اللبادة
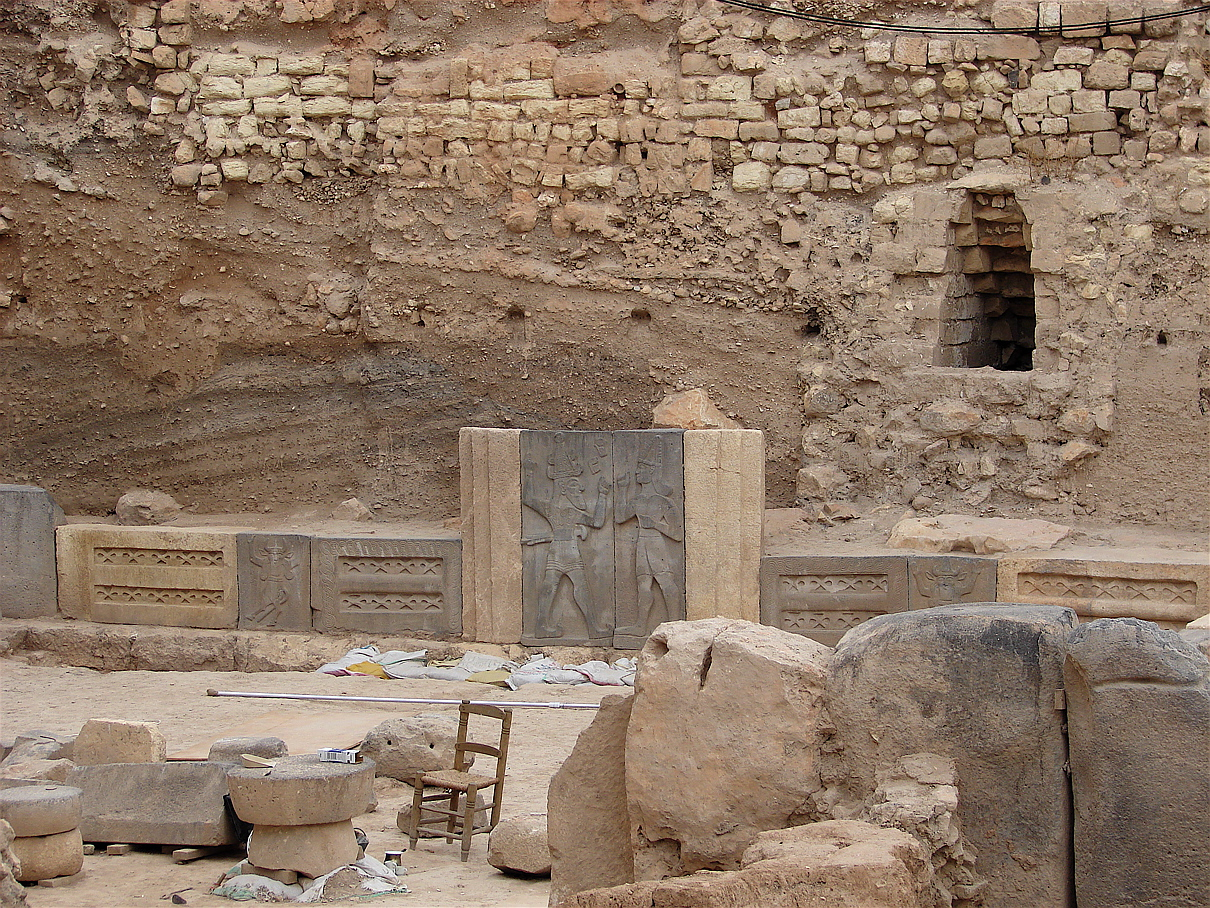
معبد حداد ضمن قلعة حلب مع نقش لرجلين يرتديان أشكالاً مزخرفة من اللبادة
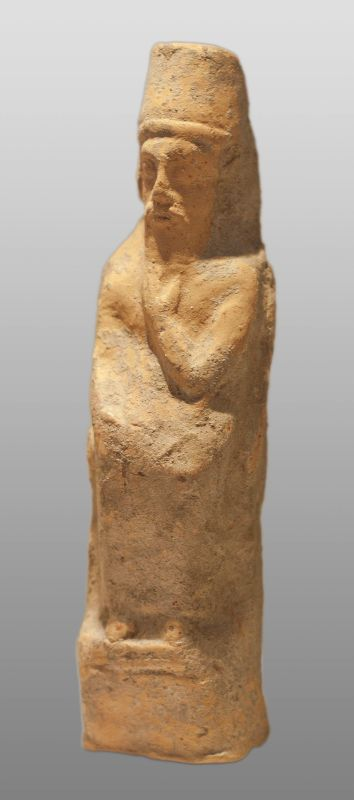
تمثال صغير يرتدي اللبادة، عثر عليه في تل ميكال
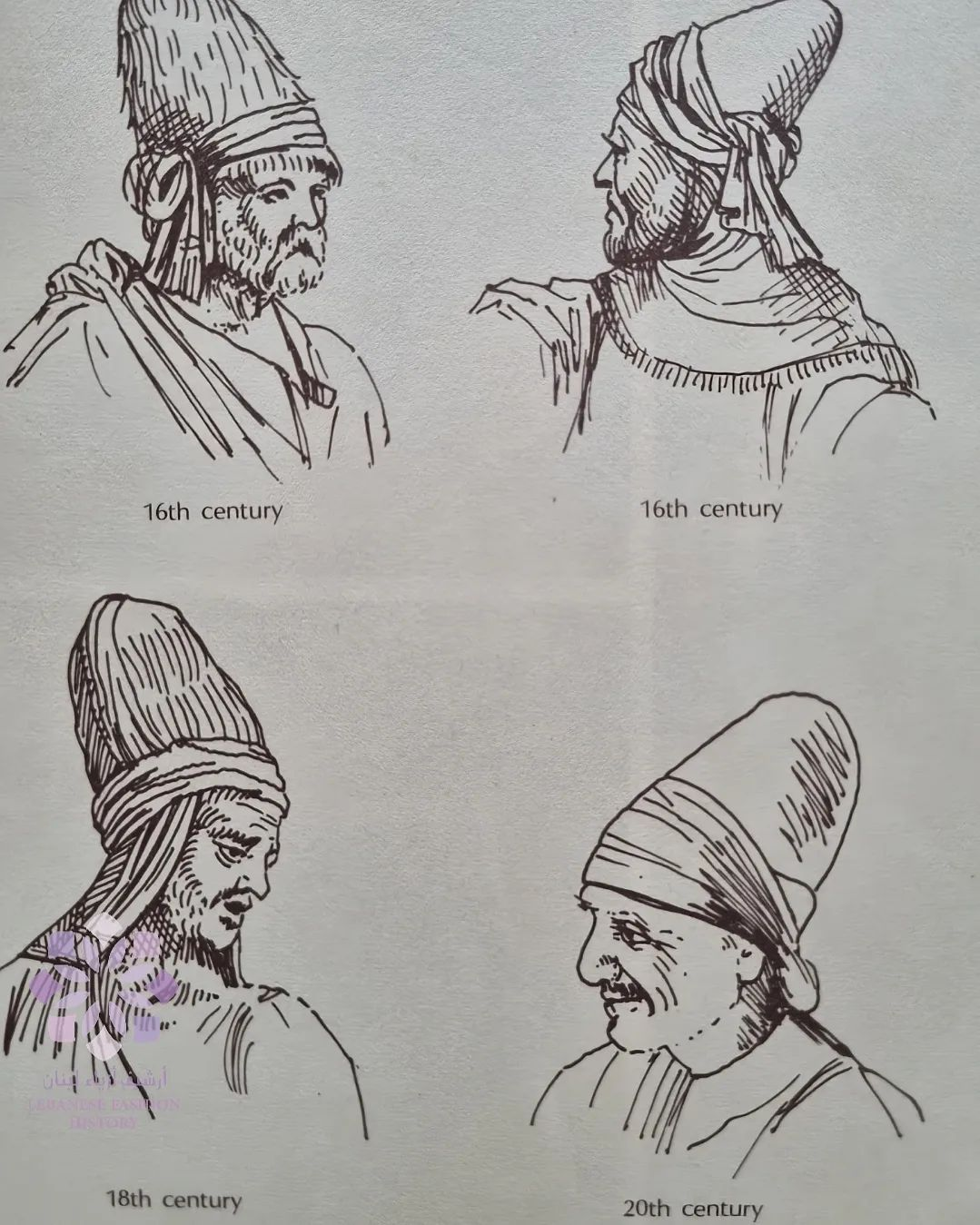
تطور اللبادة عبر الزمن
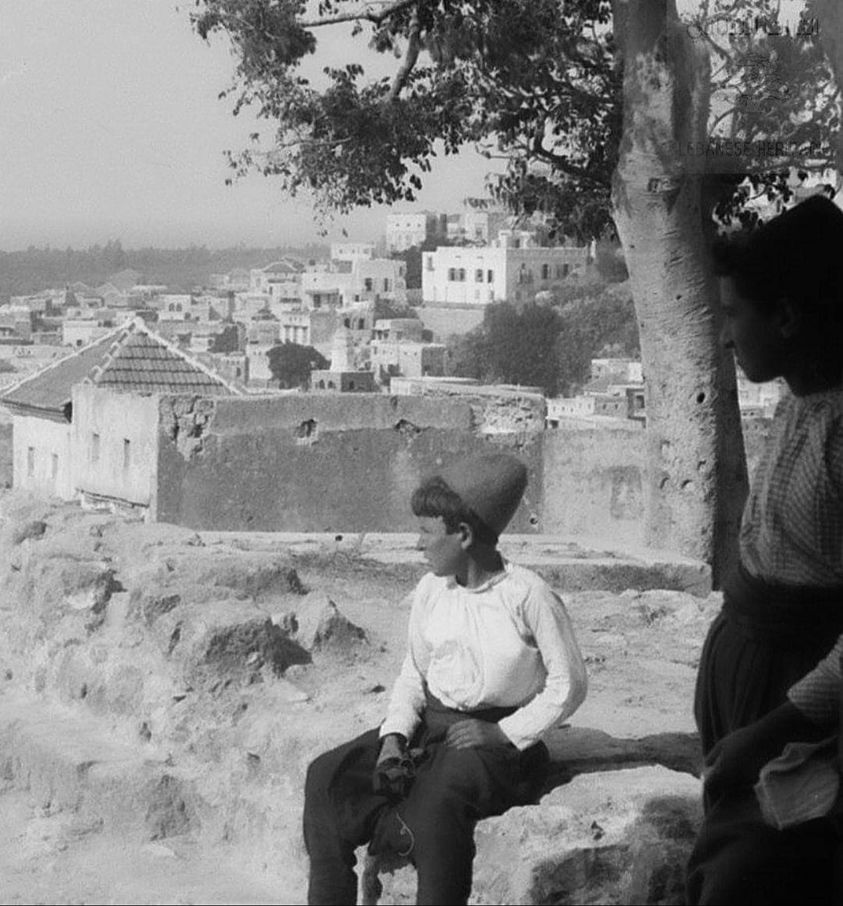
صبيان من القرية اللبنانية يراقبان شروق الشمس. الصبي الجالس يرتدي اللبادة بينما الصبي الواقف يرتدي الطربوش، ج. عشرينيات القرن الماضي
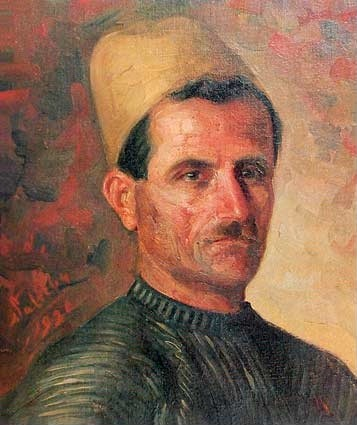
فلاح من بتلون يرتدي لبادة الرأس الجبلي التقليدي. زيت على قماش لخليل صليبي، 1926
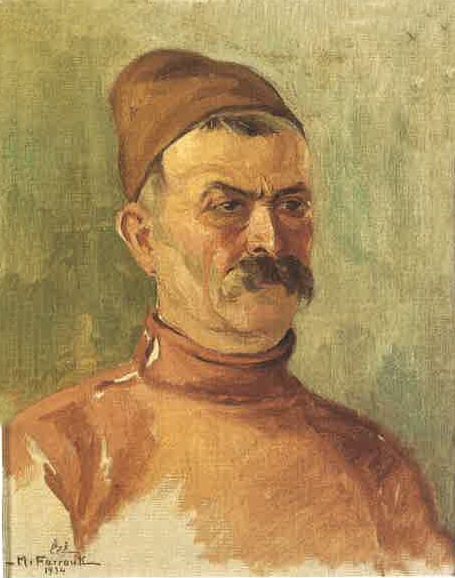
بائع النفط. زيت على قماش لمصطفى فروخ، 1934
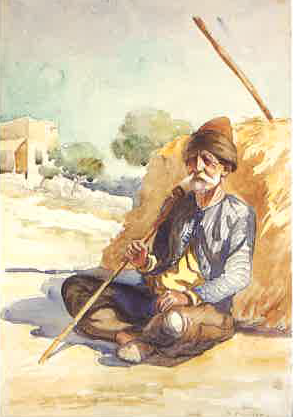
فلاح من البقاع. رسم بالألوان المائية لمصطفى فروخ.
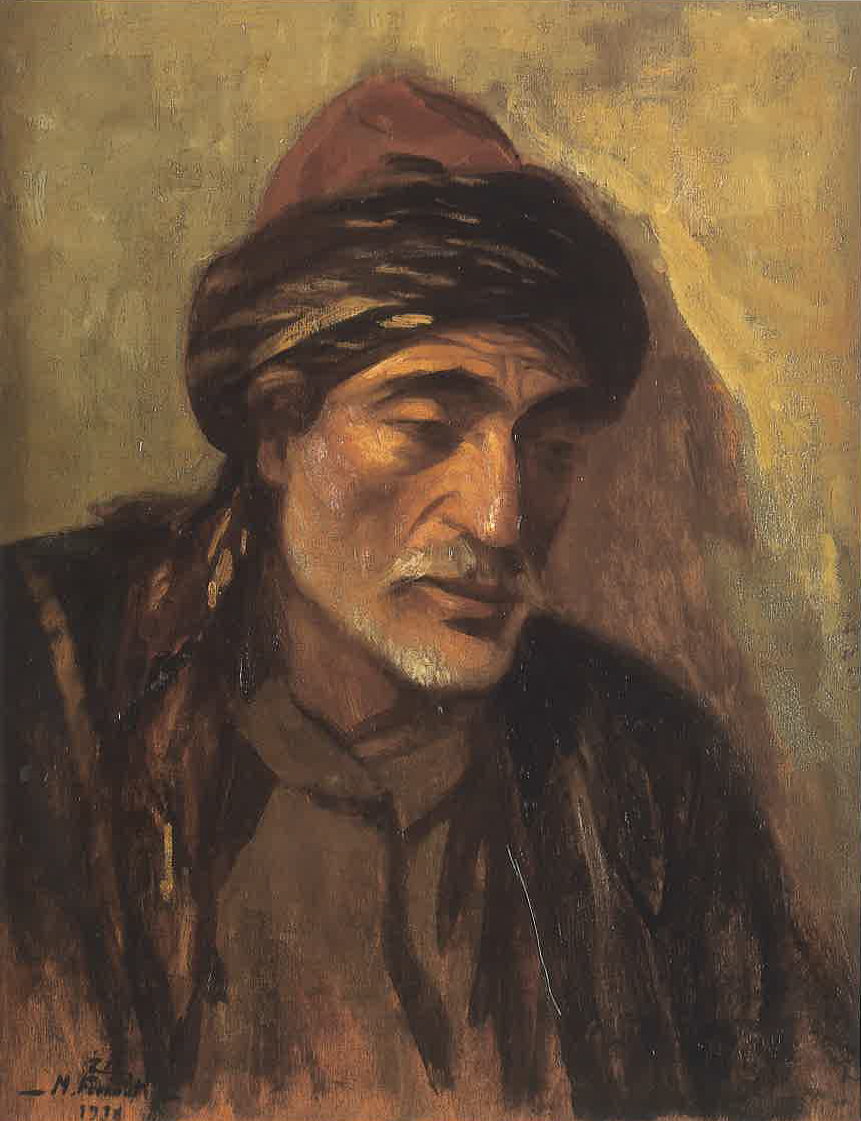
صورة لقروي لبناني. زيت على خشب رقائقي لمصطفى فروخ، 1939
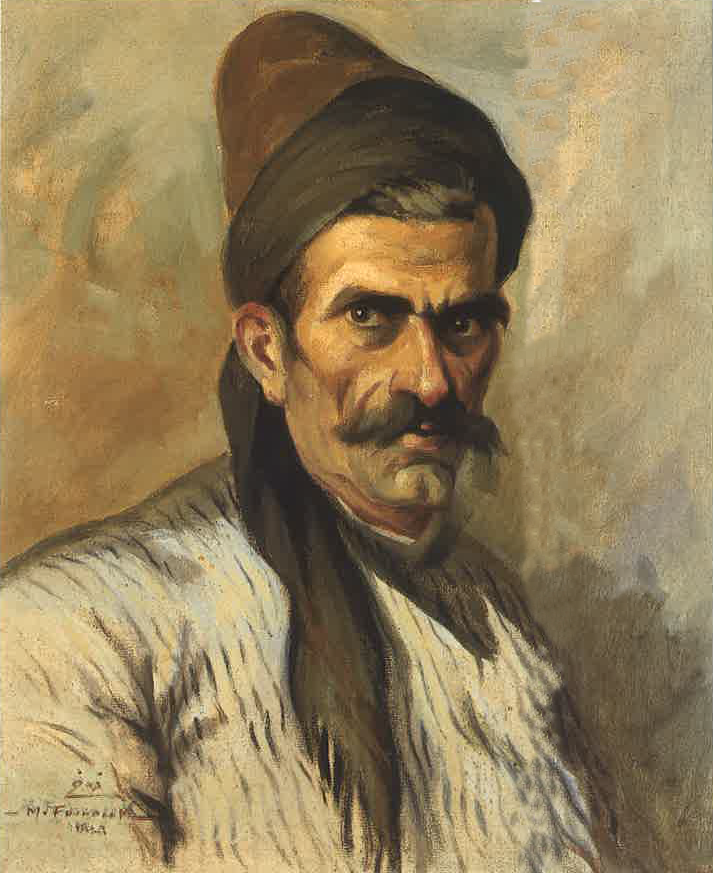
صورة البغال. زيت على قماش لمصطفى فروخ، 1946
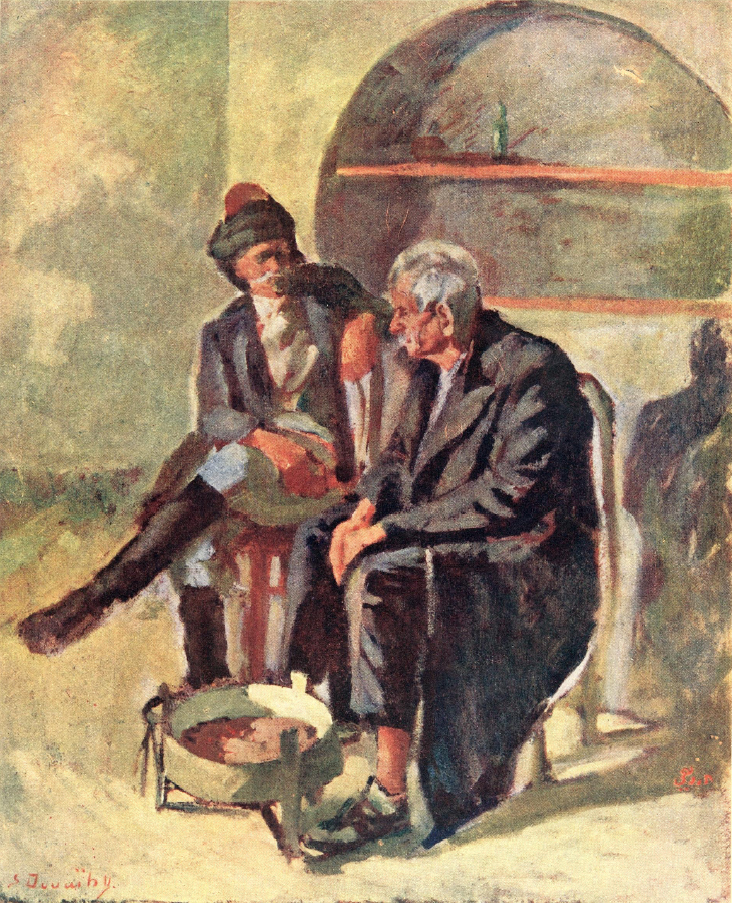
حوار صليبا الدويهي
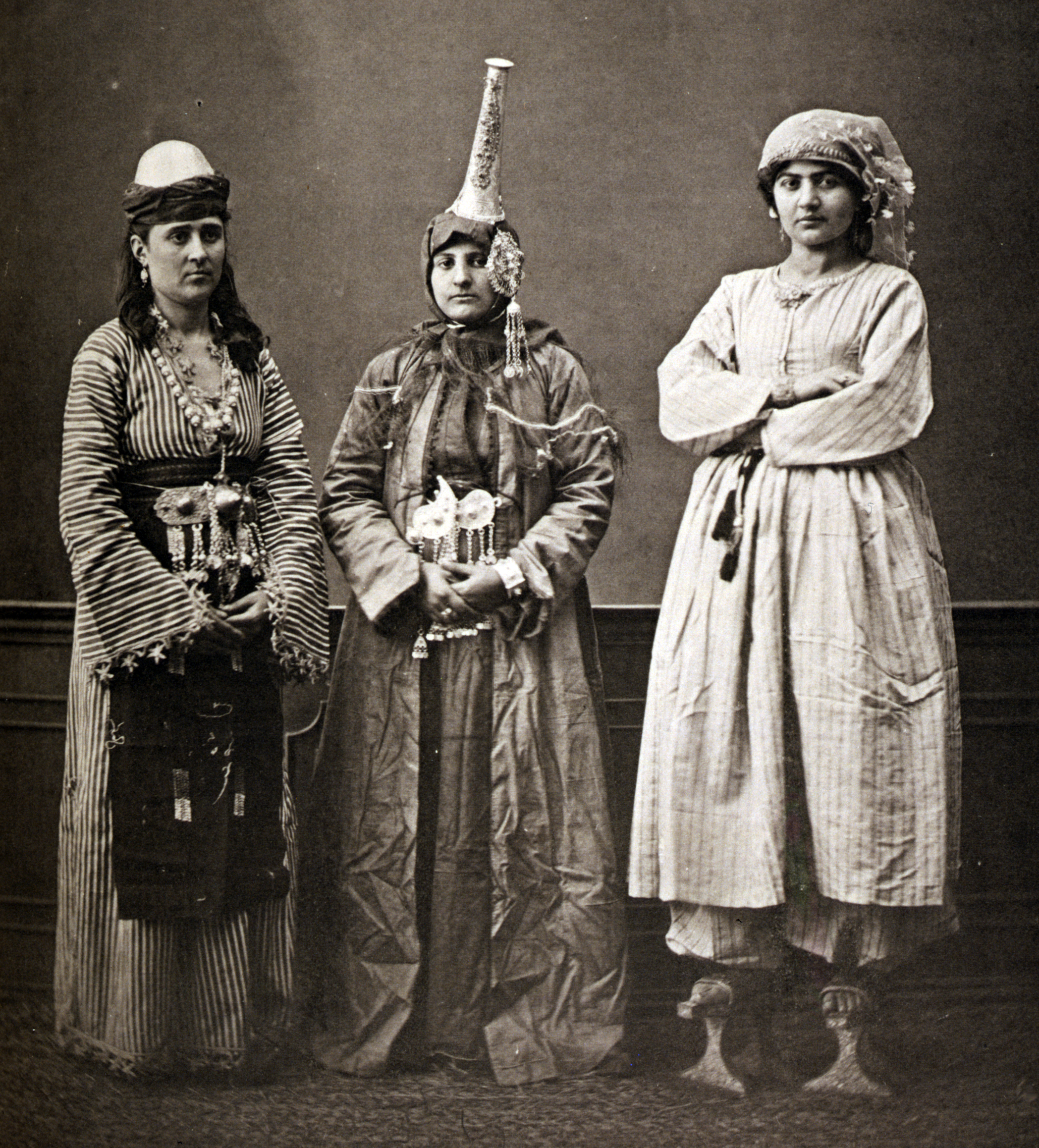
مثال غير مألوف لامرأة ترتدي اللبادة، 1873
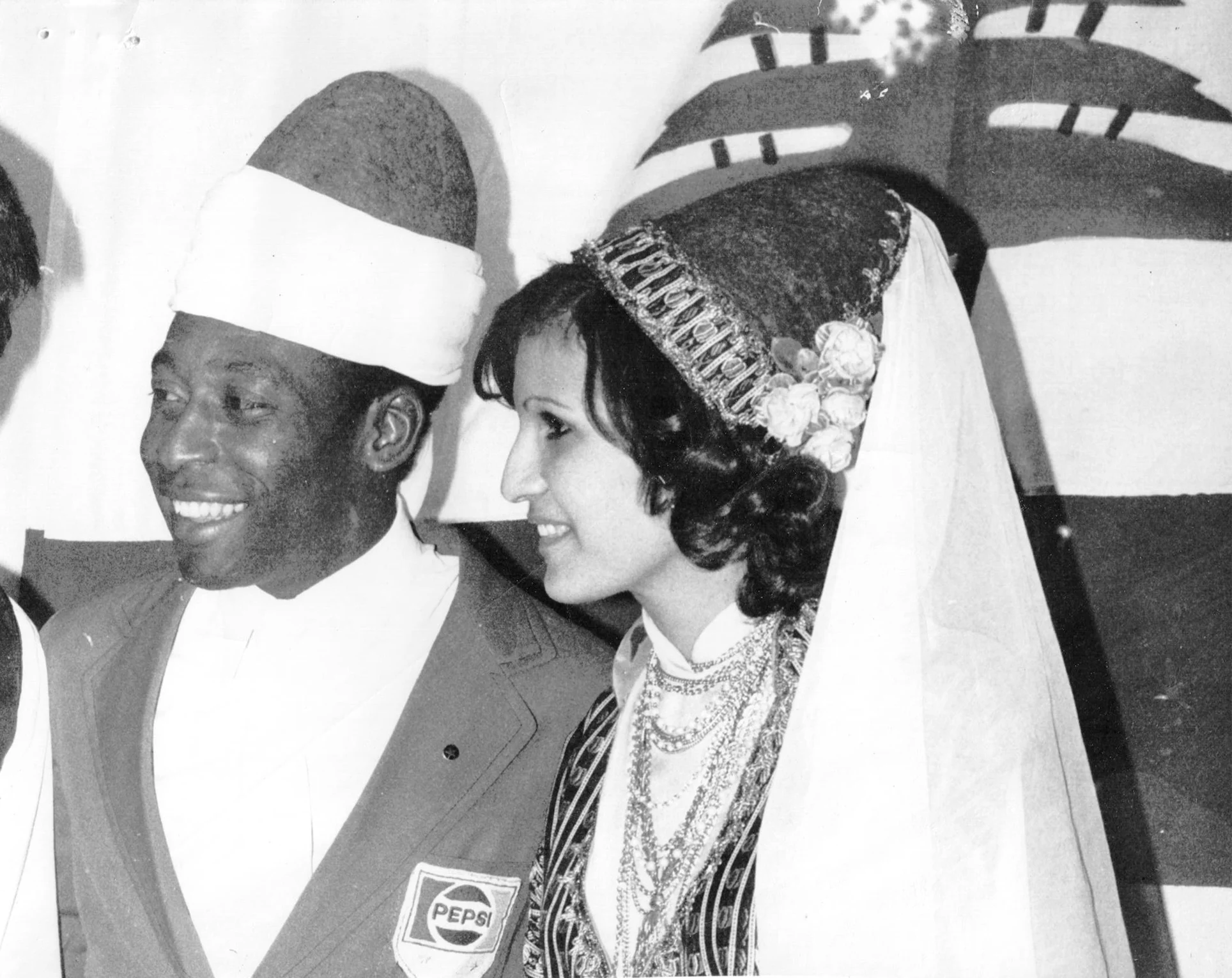
نجم كرة القدم البرازيلي بيليه يرتدي اللبادة خلال زيارة إلى لبنان عام 1975
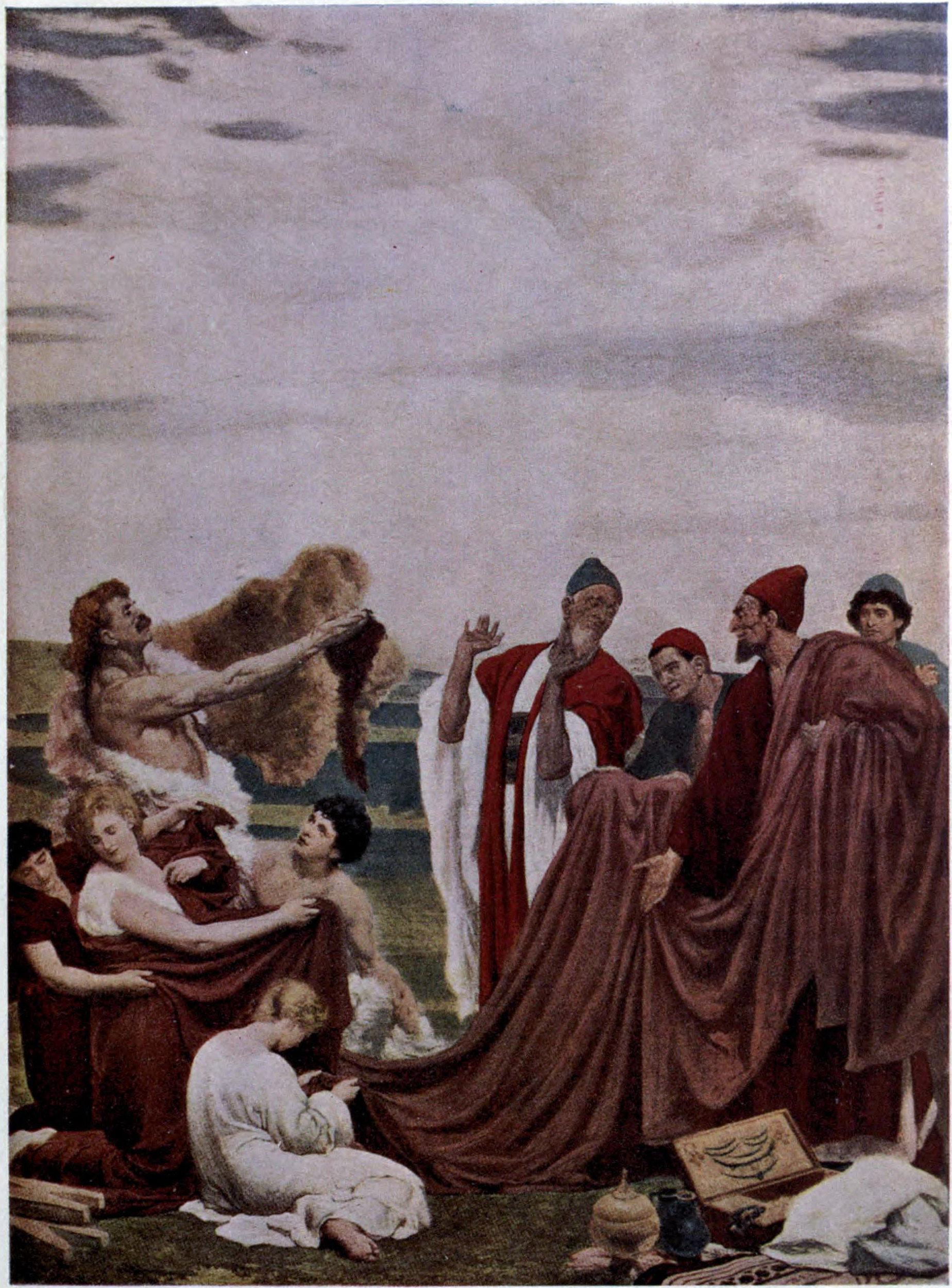
التجار الفينيقيون على ساحل بريطانيا بواسطة فريدريك لايتون

## طالع أيضًا
- كيليشي ، غطاء رأس مشابه من أصل ألباني
- بيليوس
- مهرجان بعلبك الدولي
- الطنطور، غطاء رأس المرأة اللبنانية التقليدية